# Wapen van Nieuwenhagen

Wapen van Nieuwenhagen

Het Wapen van Nieuwenhagen bestaat uit de rode leeuw van het Land van Valkenburg achter een haag van de voormalige gemeente Nieuwenhagen, waardoor het deels een sprekend wapen is. De omschrijving luidt:
"In zilver eene groene haag, welke als een dwarsbalk door het schild loopt, vergezeld van een dubbelstaartigen halve leeuw van keel, getongd en geklaauwd van goud, uitkomende van den balk."

## Geschiedenis
Nieuwenhagen was tot 1795 onderdeel van de schepenbank van Heerlen, gelegen in het Land van Valkenburg. Om de band met zowel Heerlen als Valkenburg te onderstrepen werd de Valkenburgse leeuw in het deels sprekende wapen opgenomen. Op 1 januari 1982 werd Nieuwenhagen (samen met Ubach over Worms en Schaesberg) in het kader van een gemeentelijke herindeling in de nieuwgevormde gemeente Landgraaf gevoegd. Het wapen van Nieuwenhagen werd als kwartier in het wapen van Landgraaf opgenomen.